# Heintje Hoekssteeg

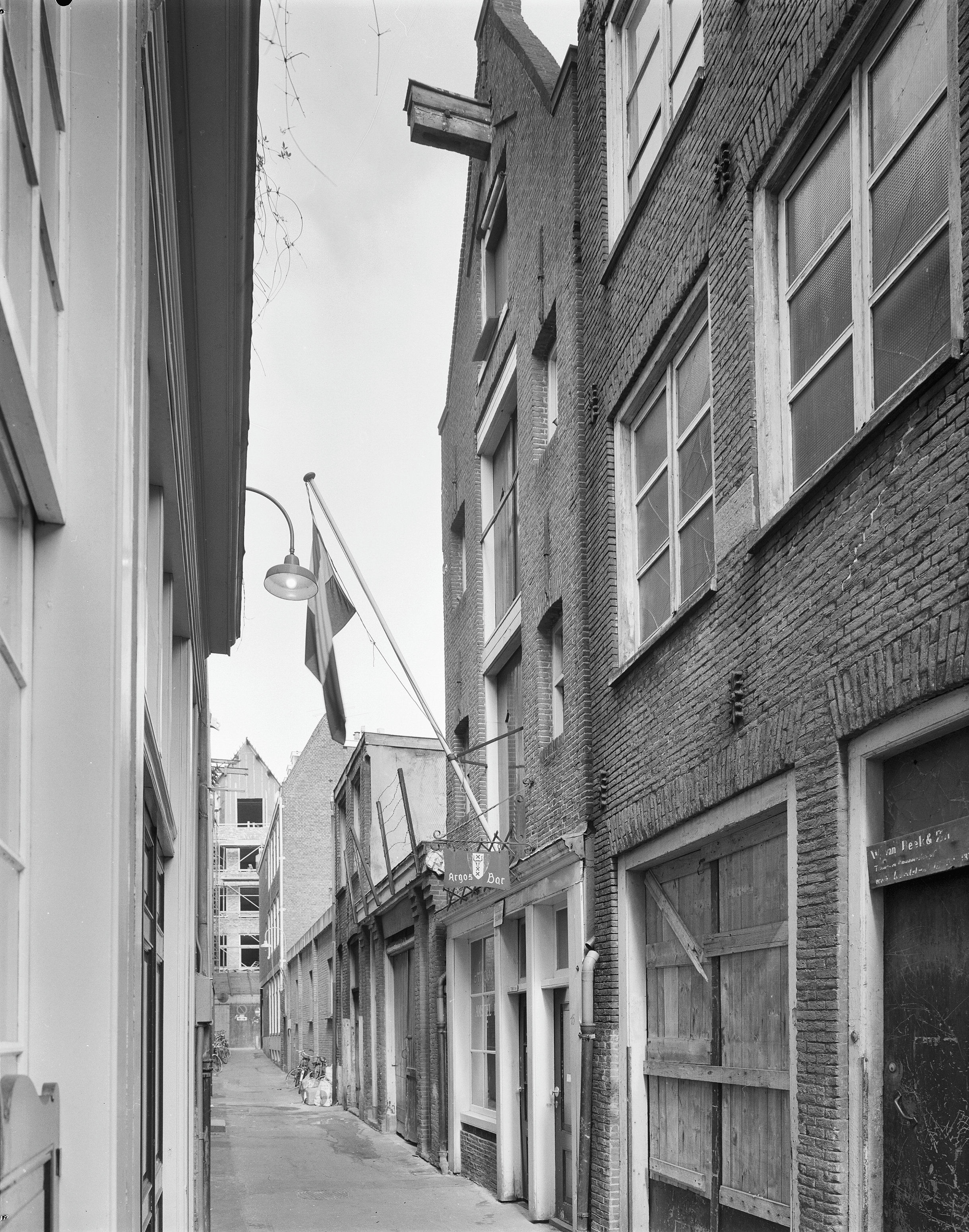
Heintje Hoekssteeg in 1975

De Heintje Hoekssteeg is een steeg in het centrum van Amsterdam vernoemd naar Heintje Hoek. 
Hoek was rond het jaar 1400 bestuurslid van de Schutterij van Amsterdam. In oude documenten wordt zijn naam geschreven als 'Heyntgen Hoec'.
De steeg is naar hem vernoemd omdat hij er tussen 1382 en 1410 woonde. In oudere documenten komt ook de schrijfwijze 'Heyntgen Hoecxstege' voor. Op de hoek van de Heintje Hoekssteeg ligt de schuilkerk Ons’ Lieve Heer op Solder. Een oude bijnaam van deze kerk is 'Het Haantje'. Die naam is zeer waarschijnlijk afgeleid van de naam van de steeg.